# Carol Deutsch
Carol Deutsch (Antwerpen, 21 mei 1894 - Buchenwald, 20 december 1944) was een Belgische kunstschilder, die actief was in Oostende gedurende het interbellum. 

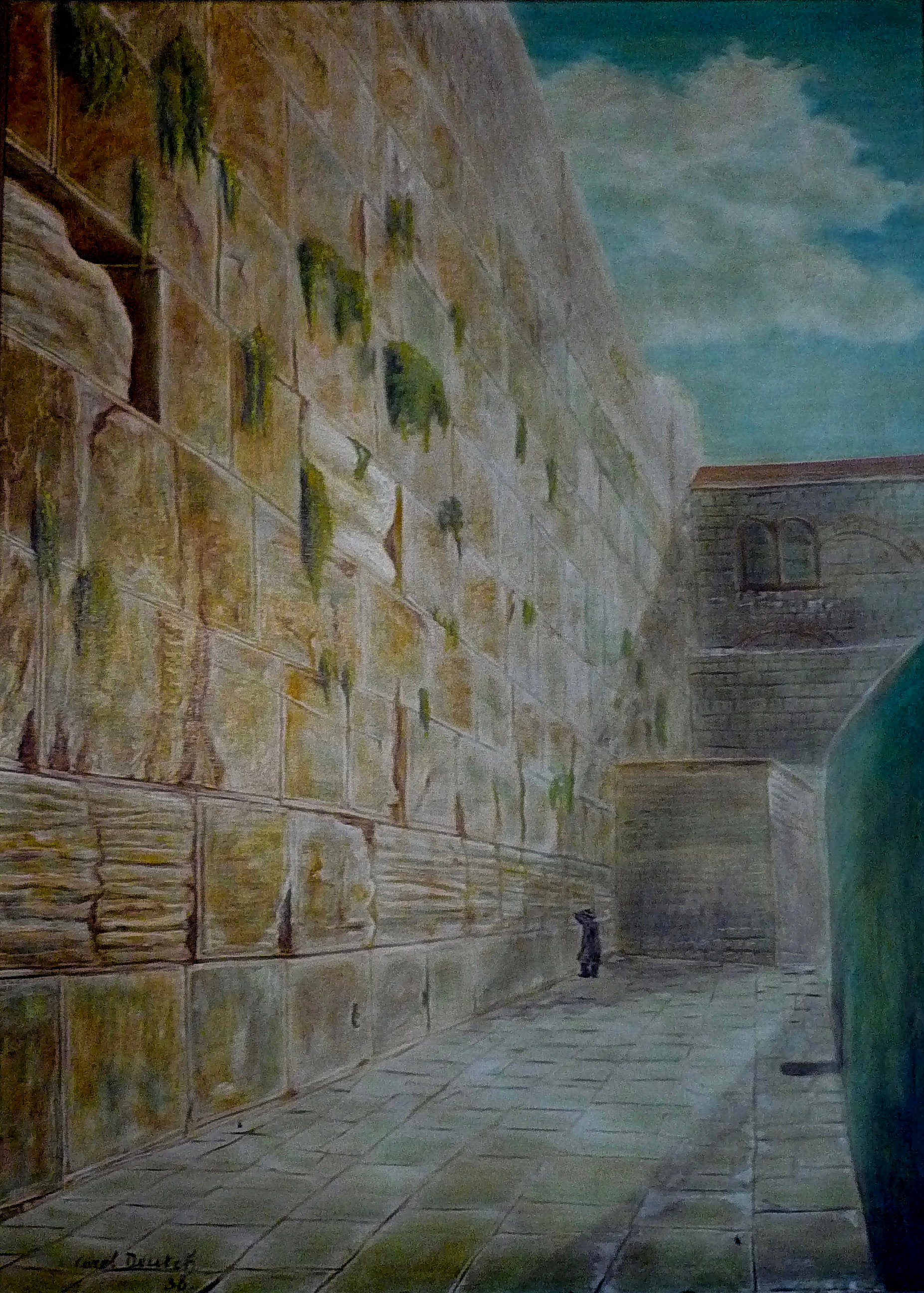
De Klaagmuur (1938)

Hij was het derde kind uit het eerste huwelijk van zijn vader Simon Deutsch, een Antwerpse diamantair van Hongaars-Joodse afkomst, die zich in 1889 in Antwerpen had gevestigd. Zijn moeder Hermina Ratzersdorfer (Wenen, 1870)  overleed in 1895 aan de griep. Gedurende zijn middelbare studies kreeg hij een orthodox-joodse opvoeding. Daarna ging hij aan het werk in het diamantbedrijf van zijn vader. Op 15 mei 1915 verkreeg hij de Belgische nationaliteit. Hij had dit aangevraagd om te vermijden dat hij, als Hongaar, zou uitgewezen worden. Hij trouwde op 28 februari 1922 met Esther Lauffer, dochter van een Oostendse bonthandelaar. Het gezin vestigde zich op 5 mei 1922 in Oostende en opende een bonthandel in het centrum van de stad. Deze handel werd in hoofdzaak uitgebaat door zijn echtgenote, terwijl Carol Deutsch zich inwerkte in het bloeiende mondaine en artistieke leven van Oostende.
Hij maakte, als mecenas, kennis met James Ensor, de dominante figuur in het artistieke leven in Oostende. Ensor had vlug begrepen dat Deutsch ook een artistiek talent had, hoewel hij geen enkele artistieke scholing had gekregen. Deutsch mag dan door Xavier Tricot een amateurschilder worden genoemd , dan moet de term "amateur" eerder opgevat worden als iemand die, als professioneel, niet hoeft te leven van zijn kunst. Immers, Deutsch behoorde tot de begoede middenstand. Het kwam tot een hechte vriendschap, hoewel Ensor eerder gekend was als een nukkig persoon. Zij voeren lange gesprekken over de kunst, maar ook over de bijbel. Ensor besloot zijn leermeester te worden en schilderde bovendien zijn portret in 1928 (in privébezit). Omgekeerd, schilderde Carol Deutsch ook een portret van Ensor.
Carol Deutsch werd al vlug opgenomen in de kunstenaarskring rond galerij Studio, waartoe, naast Ensor, ook Félix Labisse, Antoinette Labisse (Ninette), Armand Delwaide, de franstalige auteur Henri Vandeputte, de architect Pierre Vandervoort en de boekhandelaar Mathieu Corman behoorden. Hij kende ondertussen ook al Léon Spilliaert, Constant Permeke en Oscar Jespers. Ook Spilliaert schilderde zijn portret (niet gelokaliseerd).
Hij werd in 1929 voorzitter van de joodse gemeenschap in Oostende.
In de jaren dertig van de twintigste eeuw nam hij systematisch deel aan verscheidene groepstentoonstellingen in de galerij Studio. In de kortfilm van Henri Storck "Idylle sur le sable" uit 1931 trad Deutsch kortstondig op als figurant.
Vanaf 1929 hebben zijn eerste werken een expressionistische inslag met landschappen en robuuste menselijke figuren als thema. De invloed van Permeke is duidelijk zichtbaar. Maar vlug erna schakelde hij over naar andere thema'sː naakte vrouwen, groteske maskers, kwade grijnzen, maniakale ogen en vervormde tronies, met ditmaal de invloed van Ensor. Hij kreeg dan ook in hetzelfde jaar reeds zijn eerste solotentoonstelling in Brussel in de Galerie Louis Manteau. Het voorwoord van de catalogus werd geschreven door Ensor.
Zijn tentoonstelling in augustus 1930 in het Kursaal van Oostende verwekte wat schandaal wegens de vele uitdagende naakten. Dit shockeerde de goegemeente die dit niet had verwacht van een kunstenaar en bovendien de voorzitter van de joodse gemeenschap. Hij werd door de joodse autoriteiten bijna in de ban geslagen wegens deze als schunnig beschouwde schilderijen. Dit zou een keerpunt betekenen in de teneur van zijn onderwerpen. Voortaan schilderde hij bijna uitsluitend Oostendse architecturale stadsgezichten, afgewisseld met occasioneel een portret (zoals "Vrouw met een vreemde blik"; Joods Museum, Brussel) of een boerenlandschap. Hij toonde deze werken in zijn solotentoonstelling in maart 1933 in Galerie Manteau in Brussel. In het voorwoord van de catalogus roemt Henri Venderputte Deutsch voor de lange weg die hij heeft afgelegd in enkele jaren.
Op zijn laatste solotentoonstelling ditmaal in de Galerie Georges Giroux in Brussel in oktober 1934 ontmoette hij Fagja (Fela) Bronsztajn, een Poolse achternicht van de Russische revolutionair Leon Trotski. Zij was met haar moeder en broer totaal berooid uitgeweken naar België in 1929. Hij maakte haar portret en werd verliefd op haar, hoewel ze zeventien jaar jonger was. Dit werd niet aanvaard door families langs beide kanten en zijn huwelijk met Esther Lauffer liep op de klippen. Dit had blijkbaar financiële gevolgen. In dat jaar kwam het ook tot een breuk met Ensor, die er een andere visie op had.
In 1934 en 1935 maakte de fotograaf Maurice Antony enkele foto's van hem (o.a. met kunsthandelaar Sam Saltz). Antony fotografeerde ook veel schilderijen van Deutsch.
In januari 1935 hield hij nog een verkoopstentoonstelling van 42 werken in de galerij Janus in Antwerpen, uitgebaat door Henri Vandeputte. Ontgoocheld door de houding van zijn omgeving gaf hij in december 1935 zijn ontslag als voorzitter van de joodse gemeenschap in Oostende en vertrok met Fela naar Palestina (Eretz Israel). Hij werd er zeer productief en begon er een groot aantal schilderijen en aquarellen met als voornaamste thema stadsgezichten en de mediterrane lichtschakeringen op de landschappen van dit oude land. In december 1936 keerde hij terug naar Oostende en vroeg de echtscheiding aan.
In 1937 verzorgde hij de illustraties in het boek "Mayn Gort" ( "My Garden") van de joodse dichteres Yochèved Spingarn-Schonfrucht, uitgegeven in Antwerpen.
Op 26 december 1938 huwde hij Fela en verhuisde naar Antwerpen. Een jaar later werd hun dochter Ingrid  geboren. In oktober van hetzelfde jaar hield hij een tentoonstelling in de zaal Breckpot in Antwerpen met niet minder dan 102 werken. Deze zijn ondertussen bijna allemaal verdwenen, tenzij een drietal landschappen (in privébezit) en het schilderij "De Klaagmuur".
Bij de inval van de Duitsers in België in mei 1940 werd hun huis door een bombardement vernield. Deutsch trachtte nog tevergeefs een emigratievisum naar de Verenigde Staten te bemachtigen. Deutsch schilderde dan voornamelijk portretten in opdracht om zijn gezin te kunnen onderhouden. Maar ondertussen werkte Deutsch ook onverdroten aan zijn doelstellingː de illustratie van de "Pentateuch", de eerste vijf boeken van de Tenach (Hebreeuwse Bijbel). Ondertussen verstrengde voortdurend het regime voor de joden in België. Op 25 maart 1942 verhuisde het gezin Deutsch naar Brussel en kort daarop naar Ukkel. Zijn dochter en zijn schoonmoeder konden, onder een valse naam, zich verschuilen in Florenville bij een katholieke familie. Fela en Carol Deutsch werden op 3 september 1943 aangehouden door Gestapo en overgebracht naar het transitkamp van Mechelen. Op 19 september werden ze op de trein gezet naar Auschwitz. Hij werd er na enige tijd ingezet als schilder van de barakken. In het najaar van 1944 werd hij eerst naar Sachsenhausen en vervolgens naar Buchenwald overgebracht. Op 20 december 1944 werd hij neergeschoten omdat hij, door uitputting, niet meer kon meelopen met de andere gevangenen.
In februari 1945 keerden zijn dochter Ingrid en haar grootmoeder terug naar het appartement van de grootmoeder in Antwerpen. Dit was volledig leeggeplunderd tenzij de rijkelijk versierde Pentateuch dat nog in intacte staat was. Dit bevatte 99 gouacheschilderijen met afbeeldingen van bijbeltaferelen. Ingrid schonk later deze Pentateuch aan het Yad Vashem museum in Jeruzalem, waar nu deze taferelen tentoongesteld staan in een afzonderlijke afdeling, gewijd aan Carol Deutsch. Bij het bezoek van paus Johannes Paulus II aan Yad Vashem, kreeg hij tien reproducties van schilderijen van Carol Deutsch als geschenk.

## Tentoonstellingen
1928 - Oostende, Galerie du Carillon (groepstentoonstelling)
1929 - Brussel, Galerie Louis Manteau
1929 - Oostende, Galerie Studio (groepstentoonstelling met o.a. Felix Labisse)
1930 - Oostende, Kursaal (groepstentoonstelling)
1930- Oostende, Galerie Studio (met "Marines" in groepstentoonstelling)
1934 - Oostende, Galerie Studio (met "Kunstenaarsportretten" in groepstentoonstelling)
1938 - Antwerpen, Galerie Breckpot (met "Palestina")

## Musea
- Mu.ZEE, Oostende
- Joods Museum, Brussel
- Yad Vashem, Jeruzalem